# ConQuest of Mythodea
Il ConQuest of Mythodea è un evento ludico dal vivo (detto LARP) che ha luogo annualmente i primi giorni di agosto, per una durata totale di cinque giorni, vicino ad Hannover in Germania.
È riconosciuto dalla comunità dei giocatori di ruolo come uno degli eventi più significativi a livello europeo per numero di partecipanti e organizzatori. I suoi numeri sono:
- oltre 5000 partecipanti
- oltre 1600 NPC
- 500 organizzatori
- più di 1000 quest
- 60 ettari di spazio giocabile

## Descrizione
Diversamente da molti giochi di ruolo dal vivo il ConQuest non ammette "pause" OT (Out Of Time), ovvero momenti in cui la trama conduttiva del gioco e dei personaggi viene spezzata per tornare alla realtà dei giocatori (in genere le pause si svolgono durante la notte e nel primo mattino per eventi che durano più di un giorno), dunque la fase IT (In Time) si estende senza interruzioni dal primo giorno al quinto, questo sostanzialmente significa che il gioco prosegue anche di notte.
Come spesso accade per i grandi eventi di questo genere, coinvolgenti varie migliaia di persone, non è obbligatorio inviare un background (una storia dettagliata del personaggio che si vuol giocare) agli organizzatori, è però importante averne in mente uno al fine di non ridurre la qualità dell'interpretazione a mera improvvisazione.
L'evento è strutturato a "fazioni", il che significa sostanzialmente che ogni giocatore sceglie un gruppo di cui far parte e per cui combattere durante le numerose battaglie che hanno luogo durante il gioco. La fazione scelta deve rispecchiare gli ideali e lo spirito del personaggio; per esempio un giocatore che scelga la fazione "Magia" probabilmente giocherà un mago o un personaggio affine ai principi delle arti magiche, diversamente qualcuno che avesse scelto la fazione "Acqua" possiederà un personaggio che crede nella vita, nel cambiamento e potrebbe trattarsi di un alchimista o un guaritore, ma anche un semplice avventuriero errabondo e chi avrà scelto la fazione "Mercenari" sarà un giocatore che avrà preferito i combattimenti piuttosto che dedicarsi completamente all'interpretazione del proprio personaggio.
Oltre ai giocatori, detti PC (Playing Character), ovvero coloro che hanno libero arbitrio sulle proprie scelte in gioco, vi sono i cosiddetti NPC (Non Playing Character), giocatori che scelgono di non avere libertà decisionale e di seguire ordini e indicazioni degli organizzatori sia all'interno del gioco, che fuori (ovvero hanno ben precise giocate da effettuare). Gli NPC costituiscono i "cattivi" e sono il nemico comune nel contesto ludico.
All'inizio del gioco ogni fazione si "costruisce" (letteralmente) il proprio campo, apprestando le difese contro i nemici che possono giungere da un momento all'altro. Ogni fazione ha i propri obiettivi, oltre a questi si aggiunge un gran numero di Quest (imprese da svolgere) descritte su un tomo consultabile pubblicamente. All'interno del campo-città, dedicato interamente all'interpretazione, vi sono moltissime bancarelle che lo rendono simile a un grande mercato dove è possibile acquistare realmente vestiario, armature e armi per grv.

## Fazioni PC
I campi, ovvero le fazioni, sono i seguenti, tra parentesi seguono alcuni tipi di componenti per rendere l'idea:
- Terra (barbari, nani, giganti e druidi)
- Fuoco (guerrieri, stregoni, piromanti e mercenari)
- Aria (avventurieri, cavalieri, paladini e incantatori)
- Magia (maghi, stregoni, mercenari e avventurieri)
- Acqua (curatori, alchimisti, chierici, maghi e avventurieri)
- Famiglia/Bambini (vietati i combattimenti, i personaggi insegnano ai bambini a mescere pozioni, combattere, danzare, lavorare il legno e interpretare)
- Sottosuolo (drow, cultisti, chierici del Caos)
- Neutrale (chiunque decida di non schierarsi dalla parte di nessuno, tranne la propria)
- Corsari (pirati, marinai, ladri)
- Città (artigiani, banchieri, musici, impostori, mercenari, mercanti, locandieri, ladri)
- Mercenari (guerrieri, maghi, chierici, chiunque voglia mettersi al soldo di altri)
- il Grande Esercito (fazione nuova simile ai mercenari)
- Orchi (orchi, mezzorchi, goblin e mezzi-giganti)
- Nani (nani)

## Fazioni NPC
- Black Ice (guerrieri e barbari)
- Undead Flesh (guerrieri non morti, cavalieri scheletrici, zombi, evocatori e necromanti)
- the Void (guerriere corrotte)
- Pestilence (combattenti vari)
- Town Guards (guardie cittadine, unica fazione npc al servizio dell'ordine)